# Писарчук Петро Іванович
Петро́ Іва́нович Писарчу́к (нар. 6 червня 1955, с. Чемеринці) — український політик. Колишній член Партії регіонів; ВР України, член фракції Партії регіонів (з 11.2007), член Комітету з питань бюджету (з 12.2007).

## Біографія
Народився у селянській родині. Закінчив Дунаївську середню школу.
Освіта: Львівський політехнічний інститут (1977), інженер-теплоенергетик.
З 1977 — у вагонно-пасажирському депо ст. Львів, секретар комітету комсомолу. 03.1979-84 — на комсомольській роботі. 04.1984-86 — заступник начальника, начальник штабу на будівництві Качинсько-Ачинського паливно-енергетичного комплексу в Красноярському краї. З 11.1986 — заст. начальника, 1987-90 — начальник цеху, Львів. ізоляторний завод. 1989-90 — на партійній роботі. 1990-91 — гол. інженер, віце-президент, АТ «Галичина». 04.1991-06.92 — тимчас. не працював. 1992-93 — директор, МП «Лаваз». 1993–2002 — ген. директор, ТОВ «АЙПІЄ-Л». член СДПУ(о) (2000-05).З 2005 року і донині член Партії Регіонів. Голова Львівської обласної організації Партії Регіонів.
З квітня 2002 по березень 2005 — Народний депутат України 4-го скликання, обраний по виборчому округу № 124 Львівська область. Член Соціал-демократичної партії України (об'єднаної), з 2004 — член депутатської фракції Партії регіонів За 46.13 %, 6 суперників. На час виборів: генеральний директор ТОВ «АЙПІЄ-Л» (Львів), член СДПУ(о). член фракції СДПУ(о) (05.2002—12.04), член фракції «Регіони України» (12.2004-09.05), член фракції Партії «Регіони України» (з 09.2005), член Комітету з питань економічної політики, управління народним господарством, власності та інвестицій (з 06.2002).
Народний депутат України 5-го скликання з квітня 2006 по листопад 2007 від Партії регіонів, № 132 в списку. На час виборів: нар. деп. України, б/п. член Комітету з питань державного будівництва, регіональної політики та місцевого самоврядування (з 07.2006), член фракції Партії регіонів (з 05.2006).
Народний депутат України 6-го скликання з листопада 2007 від Партії регіонів, № 154 в списку. На час виборів: нар. деп. України, член ПР.
З 2003 року — член правління Українського союзу промисловців та підприємців.
Почесна грамота КМ України (12.2003).
Сім'яОдружений. Має шестеро дітей

## Доброчинність
- Завдяки допомозі Петра Писарчука газифіковано більш ніж двадцять сіл і хуторів області, серед них: Борщів, Лісові, Мерещів, Болотне, Багів, Селеська, Сновичі, Вільховець та інші.[джерело?]
- Понад 20 млн грн. Петро Писарчук пожертвував на відновлення Золочівського замку. За ці кошти реставрували Китайський і Королівський палаци, проклали системи водо- та теплопостачання, відновили фасад Великого палацу, побудували тунель із брамою для заїзду, равелін, підйомний міст. Поруч із замком відкрили пам'ятник сакрального мистецтва «Джерело», який став символічним в'їзним знаком.[джерело?]
- Петро Писарчук постійно допомагає церковним громадам різних конфесій. Завдяки його спонсорству реставровано майже 100 храмів не лише на Львівщині, а й у Тернопільській, Херсонській, Одеській областях, а також у декількох областях Східної України.[джерело?]
- Понад 50 млн грн. спрямовано на зміцнення матеріально-технічного стану лікувальних закладів Львівської області.[джерело?]
- Стараннями Петра Писарчука 2011 року здійснена реставрація дзвіниці церкви Святого Духа та приміщень музею «Русалки Дністрової» у Львові.[5]

## Власність
- Південний (ринок)

## Державні нагороди
- Орден «За заслуги» II ст. (24 серпня 2012) — за значний особистий внесок у соціально-економічний, науково-технічний, культурно-освітній розвиток Української держави, вагомі трудові здобутки, багаторічну сумлінну працю та з нагоди 21-ї річниці незалежності України[6]